# Microgaster alebion
Microgaster alebion är en stekelart som beskrevs av Nixon 1968. Microgaster alebion ingår i släktet Microgaster och familjen bracksteklar. Inga underarter finns listade i Catalogue of Life.